# Filmografia
Filmografia é o conjunto de obras cinematográficas ou televisivas de um ator, diretor, produtor ou estúdio cinematográfico.